# یواس‌اس پانسی (۱۸۶۱)
یواس‌اس پانسی (۱۸۶۱) (به انگلیسی: USS Pansy (1861)) یک کشتی بود که طول آن not known بود. این کشتی در سال ۱۸۶۱ ساخته شد.